# Volkertshausen
Volkertshausen – miejscowość i gmina w Niemczech, w kraju związkowym Badenia-Wirtembergia, w rejencji Fryburg, w regionie Hochrhein-Bodensee, w powiecie Konstancja, wchodzi w skład wspólnoty administracyjnej Singen (Hohentwiel). Leży na południe od Aach, przy autostradzie A98 oraz A81.

## Współpraca
Miejscowości partnerskie:
- Bolsena, Włochy
- Schönau-Berzdorf auf dem Eigen, Saksonia